# 纽约州立大学海事学院
纽约州立大学海事学院（英語：SUNY Maritime College）是一所海事大学，位于美国纽约州布朗克斯窄颈半岛上，濒临东河与长岛海湾交汇处。该学院成立于1874年，是全美第一所海事学院（联邦认证、提供商业航海指导），也是全美七所提供学历海事学院之一。

## 纵览
学校教授电气工程学、设备工程学、轮机工程和机械工程学；海事电气和电子系统学；以及造船工程学，提供学士学位。所有工程学位都得到美国工程与技术认证委员会（ABET）的认证。学校教授工商管理/海运、商贸（人文辅修）、通用工程、国际运输与贸易、海洋环境学（气象学或海洋学选修）及海上作业，提供理学士学位。所有学士专业都能够提供美国商船队执照。学校也教授国际运输管理及海事研究，提供硕士学位或相关认证。
学生在完成学历教育的同时可以准备美国商船队的三副或三管轮执照。另外，该校也是美国海军和海军陆战队唯一的市区预备军官训练团（ROTC）培训点，为海军和海军陆战队培养后备军官人才。

## 历史
本校是美国最早的海事学院。由于内战导致海事萧条，海员的专业性受到质疑。由此， 纽约市商会以及港口游说州立法院，希望创立专业海事学校。1873年，学校成立，但是没有船。商会便著名的海事教育改革家和现代化促进者斯蒂芬·B·卢斯（Stephen B Luce）一道努力。在卢斯的努力下，国会于1874年通过法案，准许各州从海军领取废旧军舰用于教育。纽约州向海军索要船只。1874年12月14日，美国海军圣玛丽号（USS St. Mary's）开入纽约港校址。最初，学校由纽约市教育局管理，开设文法班，平时教授基础课程和海事专科，夏天出海。随着时间推移，学校开始教授更加高深的课程。最初，学校年开支约在2至3万美元，由于船只维护和住宿，每个学生成本都高于普通公立学校，导致学校常常面临揭不开锅的窘境。

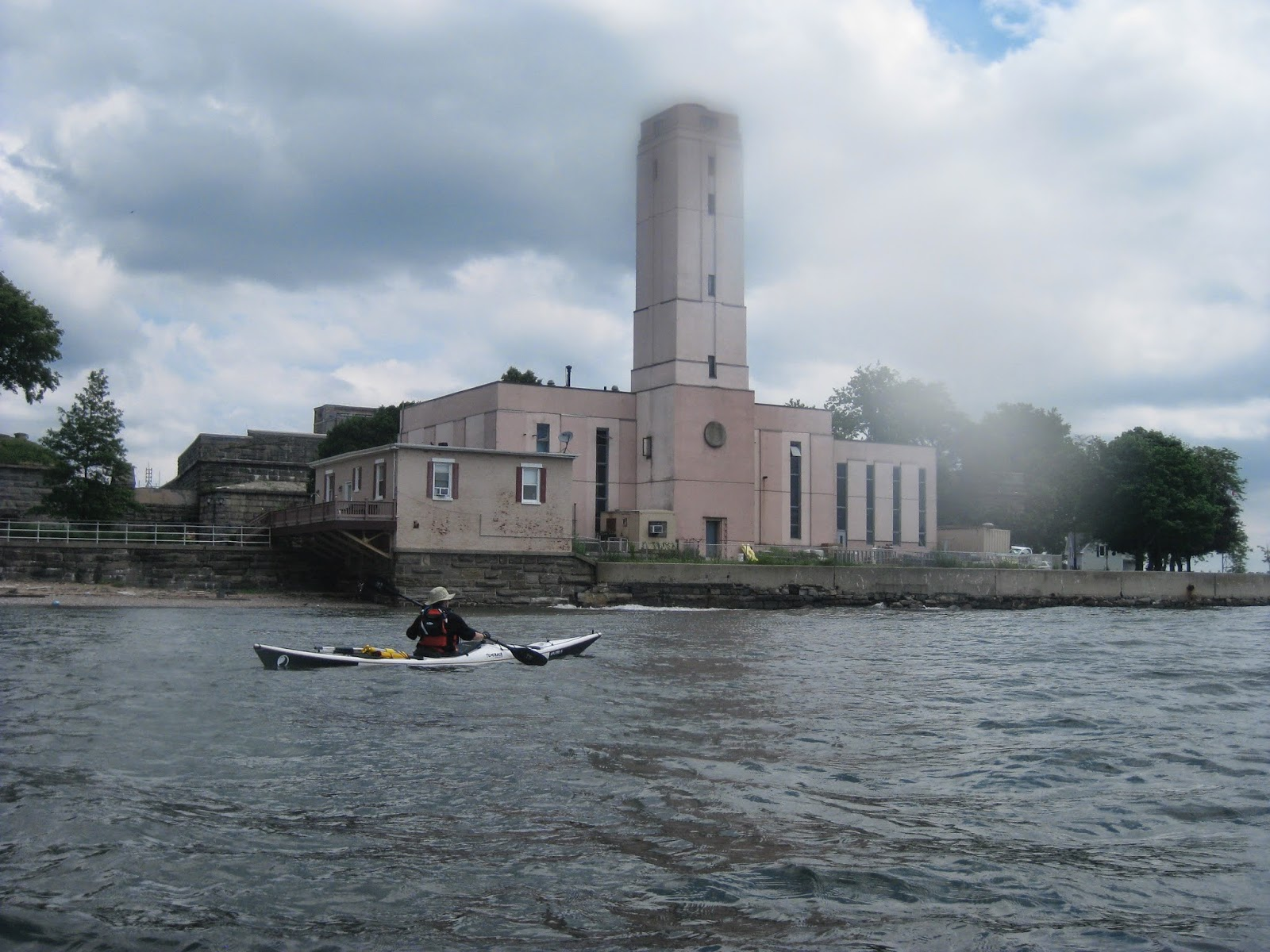
学院岸边

1907年，圣玛丽号由巡逻舰新港号（Newport）取代，该船为扬帆蒸汽混合动力驱动。
1913年，纽约市因开支问题威胁学校关门。不过，纽约州接盘，并将其命名为纽约州海事学院。虽然成为了州立院校，学校又因预算问题差点在1916年打烊，不过海事行业和校友齐心让学校度过难关。此后，美国商船队发展，受训海员需求增加，学校扩张。
此时，学校由理事会和主管管理。1921年，在屡次搬迁后，学校挪到了纽约港自由岛上，并允许使用军事设施。不过，该岛并不适合培养现代海员。
随着需求增加，主管詹姆士·哈维·图姆于1927年努力，寻求更大的船只和陆地教学场地。他弄来了Procyon号，改名为帝国州号（Empire State）。该船成功将生源翻倍。之后，学校于1929年改名为纽约州商船学院，并于1938年获得了现今的窄颈斯凯勒堡（Fort Schulyer）陆地校园。这是富兰克林·罗斯福在任纽约州长时最后决定之一。1934年，斯凯勒堡校务工作最初由临时紧急情况救济部恢复，1935年，公共事业振兴署接管。碉堡修缮完成，1938年学校开课。1946年，学校获准授予文凭，成为正规大学。1948年，学校并入纽约州立大学系统。

## 军训
海事学院绝大多数本科生收编加入军训学员团（Regiment of Cadets）。军训团组织风格为军校军事化，但学员毕业后并不要求服役。军训团由官长带领，受专业指挥官指导。如果学生想要获得美国海岸警卫队认证的三副或三管轮执照，就必须参加军训。不参与军训的“平民”学生则占本科的1/12。
在校期间，军训学员在完成学业时，必须完成相应的军训任务。学员必须遵守规章制度、穿制服、放哨、每天早上出操、周五下午列队接受检阅。与美国海军学院类似，在第一学年入学前，新生必须参加为期两周的军训教导以适应军事化生活。在教导期间，新生必须晨练、列队、参与团队活动、学习航海知识和学校文化。整个一年级生活都是严格要求的，之后有所放松。四年级一等兵则可以参与军训团队领导，作为新生典范。一等兵要求最少，承担的责任也最多。

## 出海

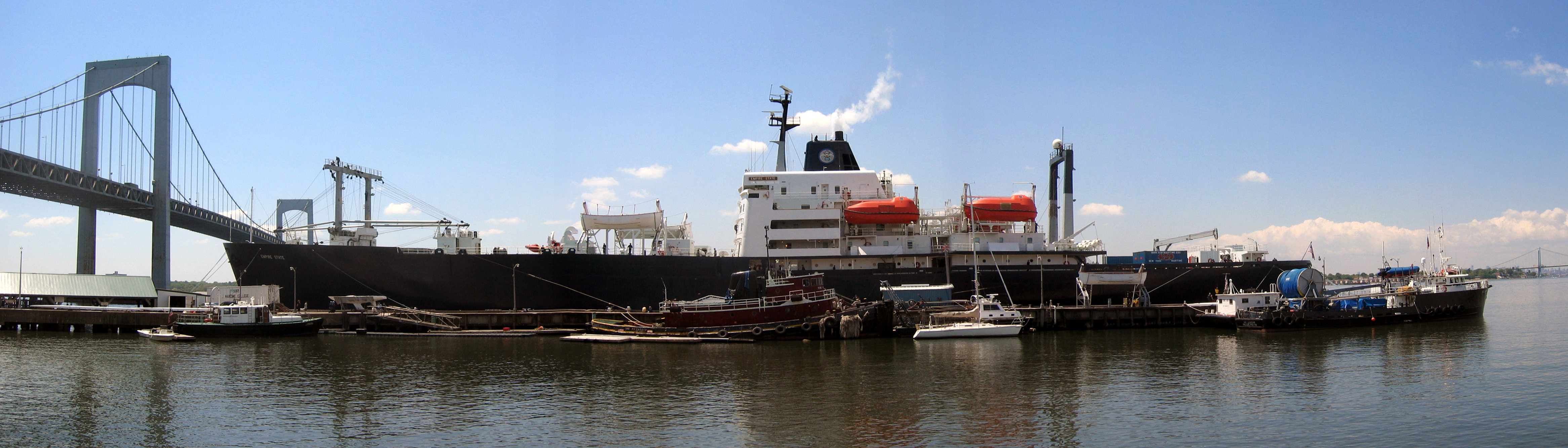
帝国州六号训练船

学院主要训练船是帝国州六号（TS Empire State VI），长565英尺（172.2米）、17,160马力（1300万瓦）、蒸汽驱动。最初，轮船为俄勒冈号州际散装货轮，1990年被联邦海事局收购，送给大学教学。帝国州六号在夏季出海，培训学员站岗、上课、实习。每年5月轮船出海，为期90天，分两批次进行。一等兵完成全部90天航程，二等和三等兵则完成45天航程。将学员分成更小的单位可以方便一对一实习。之前学校曾经采用这种培训方式，随着学员人数暴增，2010夏季又采取这种方式。帝国州六号常去的港口有雅典、都柏林、巴巴多斯、安特卫普、那不勒斯、巴塞罗那、热那亚、伦敦、塔林、伊斯坦布尔、杜布罗夫尼克、斯普利特、基尔、瓦莱塔和哥本哈根。
在夏季出海时，学员会分为甲板和轮机组，并进而细分三组。这是船上的基本生活，并有轮流实习、授课和站岗放哨。学员必须完成三个出海实习，难度和要求依次递增。三等兵首航时得适应海上生活的严苛，学习基本任务及遵守纪律。在一等兵末航结束时，需要完成三副或三管轮的要求。
飓风卡特里娜来临时，帝国州六号于2005年9月8日动员，为康菲公司和国民警卫队700人提供服务。该船在 路易斯安那州贝利查斯待命6个月，2006年3月8日返校。事后，学校受到海事局嘉奖。
帝国州六号是唯一一艘在美国海军预备役登记的军队运输船，代号T-AP 1001。1994年，帝国州六号参与从索马里摩加迪沙运送美国士兵回国。最近一次是1968年的越南战争。
帝国州六号服务海事学院20年之久，在机动轮船中破学校记录。预期将于2020年退休。

## 脚注
1. ↑  . State University Of New York.   [2013-10-07]. （原始内容存档于2021-04-15）.
2. ↑  Karen Arenson. . The New York Times. October 24, 2001  [7 October 2013]. （原始内容存档于2019-08-22）.
3. ↑  Williams, J.A. Four Years Before the Mast: A History of New York's Maritime College. Fort Schuyler Press, 2013 的存檔，存档日期2014-04-13..